# آنوش
آنوشاوان هاروتیونیان (ارمنی: Անուշավան Հարութիւնեան) با نام هنری آنوش (ارمنی: Անուշ) (زاده ۱۹۰۷ – درگذشته ۱۹۷۱) بازیگر ارمنی‌تبار اهل ایران بود. وی بین سال‌های ۱۹۶۷ تا ۱۹۷۲ میلادی (۱۳۴۶–۱۳۵۱) فعالیت می‌کرد.

## زندگی‌نامه

آنوش در نمایی از فیلم ازجان‌گذشتگان

آنوشاوان هاروتیونیان در یک خانواده ارمنی در سال ۱۹۰۷ میلادی (۱۲۸۶ خورشیدی) در شهر ارومیه زاده شد، وی دارای مدرک تحصیلی دیپلم بود. آنوش فعالیت هنری را سال ۱۹۲۹ (۱۳۰۸) با گروه تئاتر ارومیه آغاز کرد و از سال ۱۹۴۶ (۱۳۲۵) در تهران کار خود را ادامه داد. نخستین تجربه سینمایی او بازی در فیلم وسوسه شیطان به کارگردانی محمد زرین‌دست بود. آنوش سال ۱۹۷۱ (۱۳۵۰) در سن ۶۴ سالگی در تهران درگذشت.

## فیلم‌شناسی
- حسن دینامیت (۱۳۵۱)
- شهر آفتاب (۱۳۵۱)
- رضا چلچله (۱۳۵۰)
- کلبه‌ای آن‌سوی رودخانه (۱۳۵۰)
- مبارزه با شیطان (۱۳۵۰)
- بابا کرم (۱۳۴۹)
- بارگاه شیطان (۱۳۴۹)
- شهر هرت (۱۳۴۹)
- قهرمانان (۱۳۴۹)
- شکوه قهرمان (۱۳۴۸)
- جاده تبهکاران (۱۳۴۷)
- از جان گذشتگان (۱۳۴۶)
- دالاهو (۱۳۴۶)
- گل‌آقا (۱۳۴۶)
- وسوسه شیطان (۱۳۴۶)